# 2069 Hubble

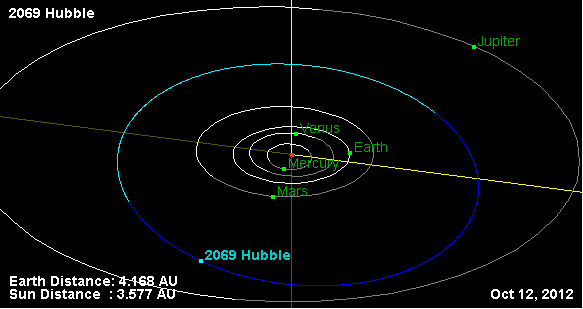

2069 Hubble è un asteroide della fascia principale del diametro medio di circa 34,53 km. Scoperto nel 1955, presenta un'orbita caratterizzata da un semiasse maggiore pari a 3,1691754 au e da un'eccentricità di 0,1789840, inclinata di 9,11103° rispetto all'eclittica.
Prende il nome dall'astronomo statunitense Edwin Hubble.